# Fumiya Kogure
Fumiya Kogure (Tokio, 28 juni 1989) is een Japans voetballer.

## Carrière
Fumiya Kogure tekende in 2008 bij Albirex Niigata.